# Epanastasis enigmatica
Epanastasis enigmatica is een vlinder uit de familie van de dominomotten (Autostichidae). De wetenschappelijke naam van de soort is voor het eerst geldig gepubliceerd in 1964 door Gozmany.

## Andere combinaties
- Chersogenes enigmatica Gozmany, 1964